# Father and Son (film 2013)
Father and Son (そして父になる?, Soshite Chichi ni Naru) è un film del 2013 diretto da Hirokazu Kore'eda. Nel mondo anglosassone è stato distribuito con il titolo Like Father, like Son.
Due famiglie molto diverse crescono per sei anni un figlio che non è però il loro vero figlio. Uno scambio effettuato appena nati ha segnato un destino che ora può essere ripristinato. Nasce così l'interrogativo su cosa sia più giusto fare alla luce di quanto appreso.

## Trama
Ryota Nonomiya è un uomo ossessionato dal successo professionale. All'improvviso scopre che il figlio che ha cresciuto per sei anni, Keita, non è il suo figlio biologico, per uno scambio avvenuto alla nascita. Ryusei, il vero figlio di Ryota e Midori, è stato cresciuto dalla famiglia Saiki, più modesta ma molto unita. Le due famiglie vengono messe in contatto e, in attesa del procedimento che incolperà certamente l'ospedale dell'accaduto e che determinerà una remunerazione, devono scegliere cosa fare: continuare ad accudire i bambini così come li hanno cresciuti, o effettuare uno scambio rispettando il legame biologico?
Ryota sembra il più deciso di tutti ad effettuare lo scambio, sia pure in un contesto nel quale tutti sono molto prudenti e dubbiosi su cosa sia la cosa migliore da fare. Dopo aver fatti familiarizzare i bambini con i rispettivi genitori naturali, si arriva al momento in cui effettuare lo scambio definitivo. Entrambi i bambini soffrono il distacco ma Keita, pure in un contesto più umile, trova una famiglia allegra, due fratellini con cui giocare e un padre che pretende meno. Ryusei, invece, non accetta la nuova condizione, ribellandosi come può a chi gli ha imposto il cambio di famiglia, anche fuggendo per ritornare a casa. Ryota però va a riprenderlo e lo riporta indietro.
Quando sembra che Ryota, Midori e Ryusei abbiano finalmente iniziato ad affezionarsi, in un momento di sincerità, il bambino esprime il desiderio di tornare nella sua vera casa. Ryota nel frattempo comprende che, nonostante i suoi sforzi, Ryusei non lo guarda con l'affetto e l'ammirazione che riceveva da Keita e decide, d'accordo con Midori, di rispettare la volontà del bambino.
La mattina dopo si recano così dai Saiki, dove Ryota riesce faticosamente a scusarsi e chiarirsi con Keita. Le due famiglie così diverse, ora possono diventare sinceramente amiche e continuare la propria vita così come il destino le ha formate.

## Distribuzione
Il film è stato distribuito nelle sale italiane a partire dal 3 aprile 2014 da BiM Distribuzione.

## Accoglienza

### Critica
Secondo l'aggregatore di recensioni Rotten Tomatoes, il film ha ottenuto un indice di apprezzamento del 86% e un voto di 7,60 su 10 sulla base di 103 recensioni. Il consenso critico del sito recita: «». Su Metacritic, il film ha ottenuto un voto di 73 su 100 sulla base di 33 recensioni.

## Riconoscimenti
- 2013 – Festival di Cannes
  - Premio della giuria
- 2013 – Vancouver International Film Festival
  - Rogers People's Choice Award[5]

## Remake
La DreamWorks ha acquisito i diritti del film per farne un remake, dopo che Steven Spielberg lo vide a Cannes, dove lo stesso regista era il presidente della giuria.